# 20 Dakika
20 Dakika je turska dramska serija. Radnja serije smještena je na Istanbul i u drugdje po Turskoj. Glavne uloge tumače Tuba Büyüküstün, İlker Aksum, Fırat Çelik i Bülent Emin Yarar.

## Uloge
- Tuba Büyüküstün - Melek Halaskar
- İlker Aksum - Ali Halaskar
- Fırat Çelik - Ozan
- Bülent Emin Yarar - Kedi
- Ayten Uncuoğlu - Zeynep Halaskar
- Cihat Tamer - Nedim Halaskar
- İpek Bilgin - Muavin Süreyya
- Müjde Uzman - Kuzgun
- Perihan Erener - Aslı Tanbaş